# Athlone Town AFC
L'Athlone Town AFC és un club de futbol irlandès de la ciutat d'Athlone.

## Història
El club va ser fundat el 1887, essent el club en actiu més antic de la República d'Irlanda i el primer escollit per la Lliga irlandesa de futbol, l'any 1922. El club deixà la lliga el 1928 i no hi retornà fins al 1969-1970. El seu primer gran triomf fou la Copa irlandesa de futbol del 1924. Segon classificat la temporada 1974-1975 va obtenir una plaça per participar per primer cop a la Copa de la UEFA. Les temporades 1980-1981 i 1981-1982 fou campió de lliga.
L'estadi de Lissywoollen va ser inaugurat el 2007. Anteriorment havia jugat a St. Mel's Park.

## Palmarès
- Lliga irlandesa de futbol: 2
  - 1980-81, 1982-83
- FAI First Division: 1
  - 1987-1988
- Copa irlandesa de futbol: 1
  - 1924
- Copa de la Lliga irlandesa de futbol: 3
  - 1979-80, 1981-82, 1982-83

## Jugadors destacats
- Synan Braddish
- Ed Brookes
- Roddy Collins
- Rod De Khors
- Johnny Fullam
- Noel Larkin
- Tommy Muldoon
- Barry Murphy
- Turlough O'Conner
- Kevin Mahon
- Trevor Hockey

## Entrenadors destacats
- Amby Fogarty: 1974 1976
- Trevor Hockey: 1976
- Turlough O'Conner: 198x-198x
- Dermot Keely:
- John Gill: 2005